# ديك كينغ
ديك كينغ (بالإنجليزية: Dick King)‏ هو سياسي أمريكي، ولد في 30 أغسطس 1934 في ريتزفيل في الولايات المتحدة، وتوفي في 15 يناير 2018. حزبياً، نشط في الحزب الديمقراطي. وقد انتخب عضو مجلس نواب واشنطن.